# Georg Schmidt von Schmiedebach
Georg Schmidt von Schmiedebach (* 10. Februar 1545 in Görlitz; † 6. November 1594) war Richter und Bürgermeister von Görlitz in der frühen Neuzeit. Von ihm stammt eine umfangreiche Sammlung originaler Schriftstücke teilweise berühmter, reformatorisch gesinnter Gelehrter, die sich heute in Landeshut in Schlesien befindet.

## Leben
Georg Schmidt wurde am 10. Februar 1545 als Sohn des Görlitzer Bürgermeisters der Jahre 1556, 1560 und 1564 Joachim Schmidt und seiner ersten Frau Katharina Schütze in Görlitz geboren. Er entstammte dem Görlitzer Adelsgeschlecht Schmidt von Schmiedebach. Im Jahr 1558, zwei Jahre nach dem ersten Bürgermeisterjahr seines Vaters, begann er in Wittenberg zu studieren.
Am 13. November 1569 heiratete er in Bautzen Martha Rosenhain. Anton Schmidt von Schmiedebach (* 4. Juni 1572; † 25. November 1613 in Görlitz) entstammte dieser Ehe. Letzterer war seit 1604 Ratsherr und zwischen 1610 und 1612 Richter.
Ende des 16. Jahrhunderts legte Georg eine zweibändige Sammlung von über 500 originalen, im Jahr 1570 dem Görlitzer Ratsarchiv entnommenen Schriftstücken (Briefe, Gedichte etc.) Luthers, Melanchthons, Justus Jonas’, Johann Stigels, Joachim Camerarius und hunderter anderer Gelehrter des 16. Jahrhunderts, und einigen, meist an den Görlitzer Rat, teilweise auch an Schmidt von Schmiedebach selbst gerichteten, fürstlichen Originalschreiben des 15. und 16. Jahrhunderts an. Diese nach Theodor Langer benannte Langnische Bibliothek fand ihren Weg durch Max Duttenhofer in die Landeshuter (Schlesien) Wallenberg-Fenderlinsche Bibliothek.
1573 wurde Georg in Görlitz Ratsherr, 1574 Skabinus, 1575 und von 1580 bis 1584 Richter.

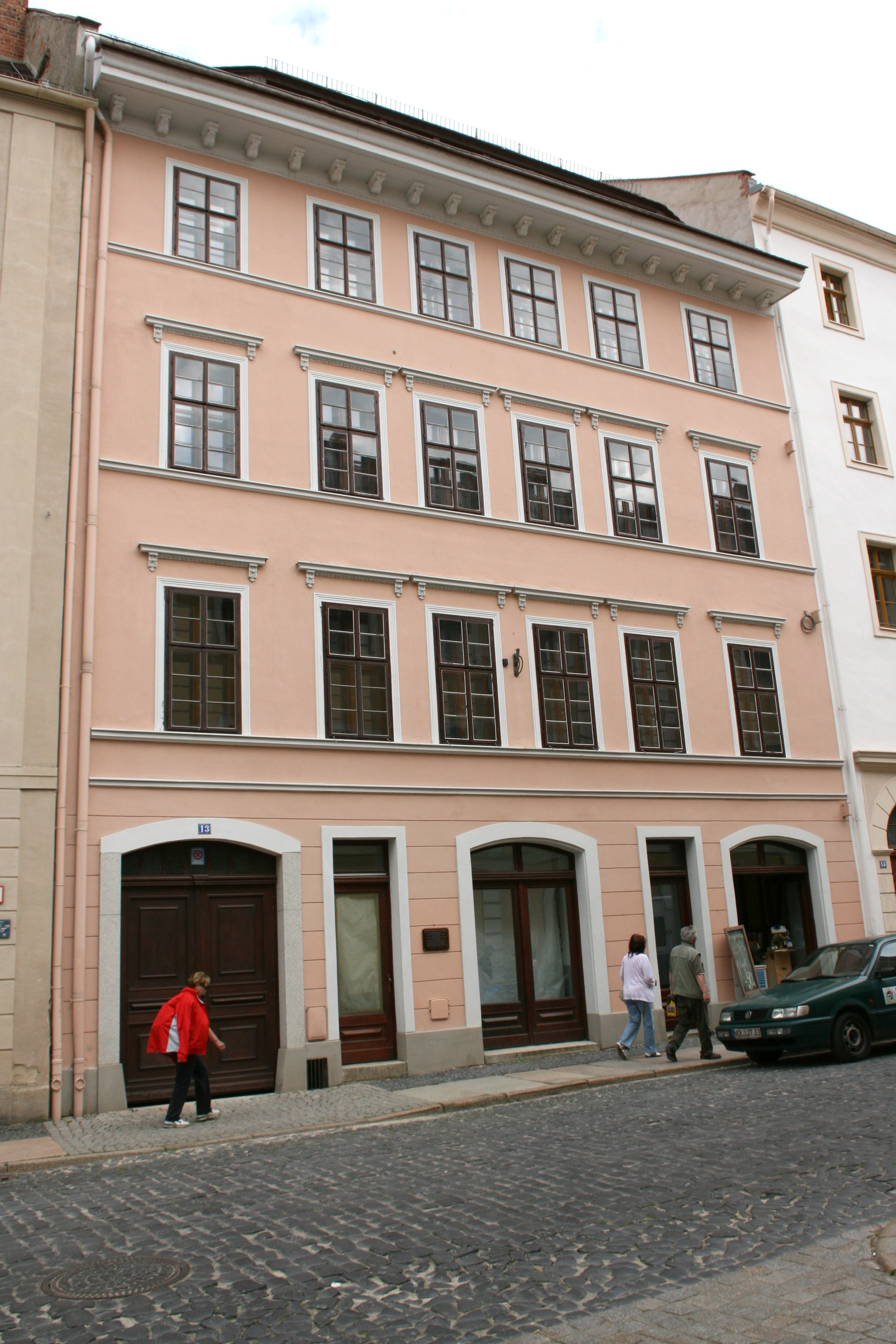
Petersgasse/-straße 13 in Görlitz

1574 hatte er von Joachim Frenzel sein Haus in der Petersgasse 13 durch einen Tausch mit dem für diesen Zweck gekauften Hauses in der Webergasse 10 erworben. Zeitweilen besaß er auch einen Garten auf der Krölsgasse und einen Garten auf der Kahle.
Am 2. Dezember 1585 heiratete er in Pirna Magdalena Blanc. 1587 wurde er Bürgermeister von Görlitz, 1590 ein weiteres Mal. Vier Jahre darauf starb er am 6. November 1594.